# Bästa partiet
Bästa partiet (isländska: Besti flokkurinn) är ett före detta isländskt politiskt parti. Partiet grundades under hösten 2009 av Jón Gnarr, en isländsk skådespelare, komiker och författare. Partiet blev snabbt populärt, som någon sorts protest, och ställde upp i Reykjaviks kommunval 2010. Där fick de hela 34,7% av rösterna och besegrade därmed det konservativa Självständighetspartiet, vilka landade på 33,6%. Redan i maj 2014, efter att Gnarr avgått som borgmästare, meddelade han dock att partiet skulle upplösas, vilket också skedde. Flera av partiets medlemmar gick därefter med i Ljus framtid istället, men Gnarr själv lämnade politiken.